# Mumintrollen

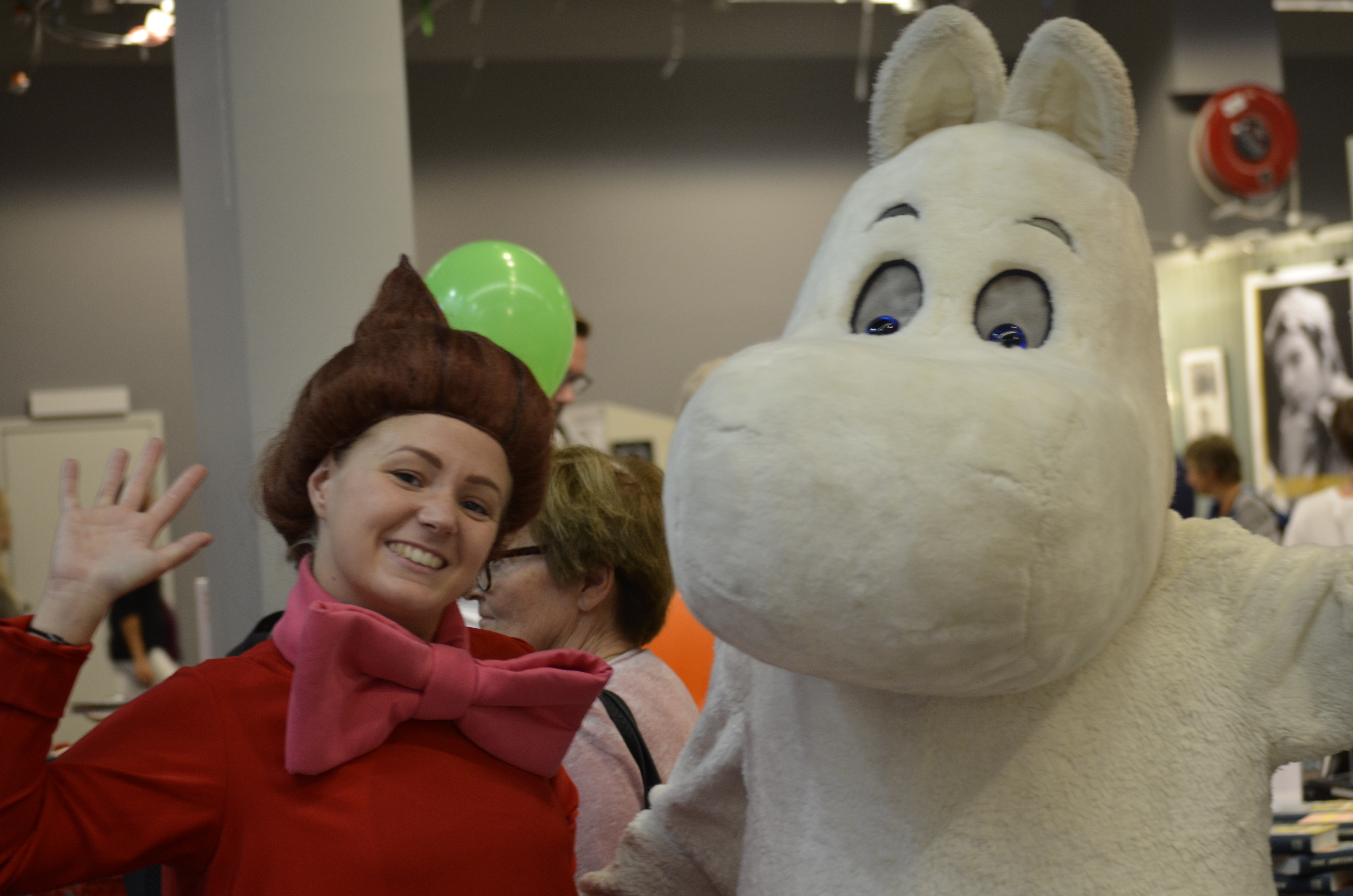
Mumintrollet och Lilla My på Bokmässan i Göteborg, 2017.

Mumintrollen är huvudfigurerna i Tove Janssons böcker om Muminfamiljen, utgivna mellan 1945 och 1970. Böckerna skrevs ursprungligen på svenska och publicerades i Finland av förlaget Schildts. Sedan 2015 ges de ut av Förlaget M. Böckerna har översatts till över 40 språk.
Utöver de nio romanerna skapade Jansson även bilderböcker och tecknade serier. Serierna producerade hon delvis tillsammans med sin bror Lars Jansson. Hon skrev också sånger inspirerade av berättelserna. Figuren och berättelserna har blivit föremål för TV-serier, långfilmer samt nöjesparken Muminvärlden i Nådendal. Originalmaterial som illustrationer och modeller visas på museet Mumindalen i Tammerfors.

## Historia
År 1943 skapade Tove Jansson figuren Snork i den finlandssvenska satirtidningen Garm. Snork blev en tidig föregångare till Mumintrollet. Figuren var från början helsvart med öppet gap och röda ögon, en gestaltning inspirerad av de svåra krigsåren. Nosen var smal och näbbliknande.
1945 använde Jansson figuren i sin första barnbok, Småtrollen och den stora översvämningen. Den fick då namnet Mumintrollet, en rundare, vit kropp och en nos liknande en flodhäst.
Jansson ville ursprungligen ha med ordet ”mumintroll” i titeln, men förlaget ansåg att det kunde skapa förvirring. Boken fick till en början liten uppmärksamhet och såldes endast i 219 exemplar det första året. Endast en recension publicerades, och boken översattes inte till finska. I Sverige överskuggades boken av Pippi Långstrump, som gavs ut samma år.

## Mumintrollen och deras vänner

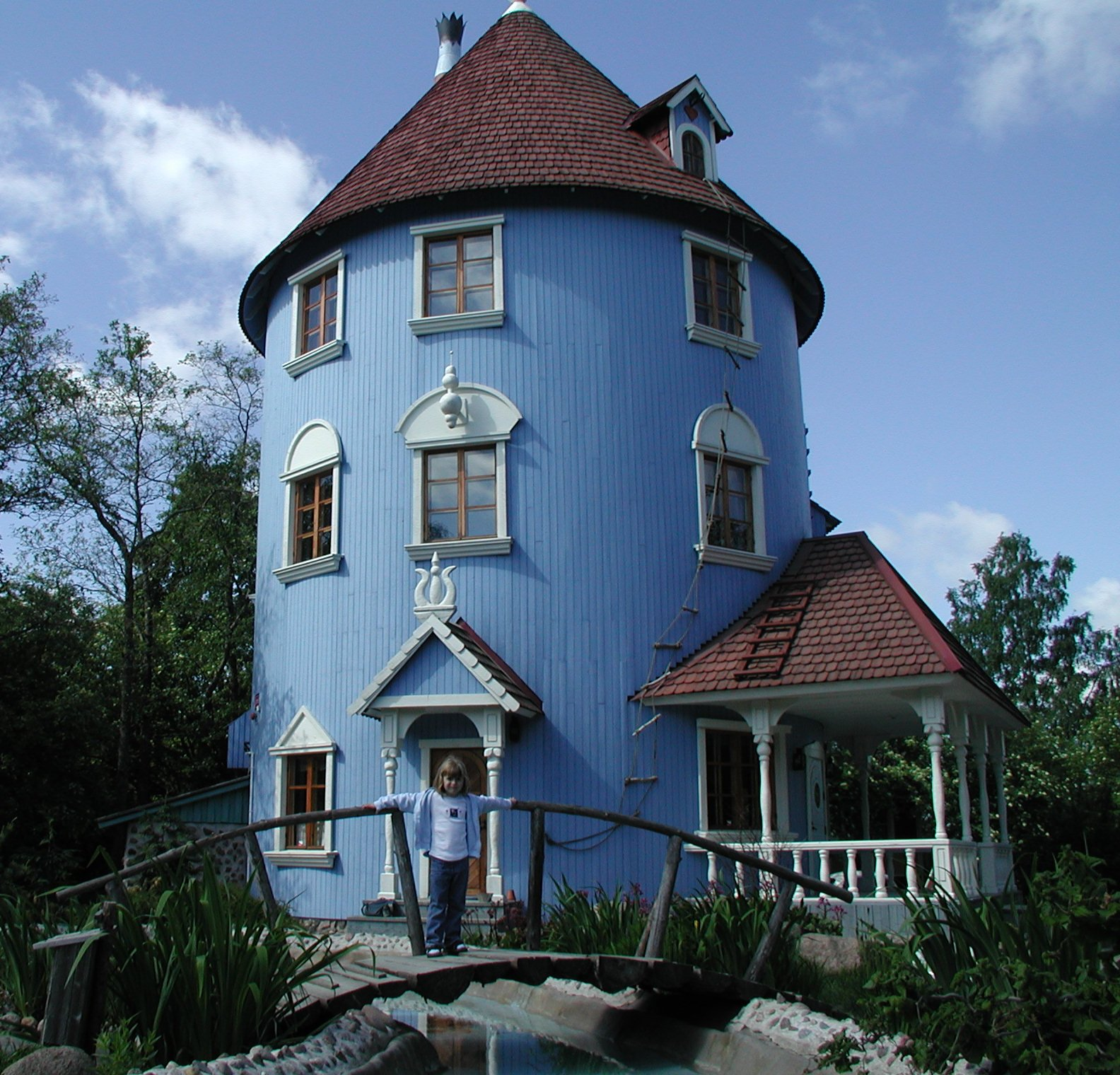
Muminhuset som det är framställt i Muminvärlden i Nådendal.

Muminfamiljen utgörs av det nyfikna Mumintrollet, den lugna Muminmamman och den självupptagne Muminpappan, som tillsammans bor i den vackra idyllen Mumindalen i ett högt, cylinderformat blått hus som Muminpappan för längesedan själv har byggt. Familjen lever ett lugnt och tämligen lyckligt liv men ibland känner Mumintrollet och hans far en längtan efter resor och äventyr, trots att dalen ständigt har hotats av diverse naturkatastrofer. Under vintern går Muminfamiljen enligt gammal tradition i ide, en tradition som dock Mumintrollet bryter i boken Trollvinter.
Bland Mumindalens invånare finns den räddhågsne Sniff, den busiga och kompromisslösa Lilla My, vagabonden och frihetsälskaren Snusmumriken, Mumins flickvän Snorkfröken, den träiga Hemulen och den ångestfyllda Filifjonkan. Mumindalen är en sagobetonad fantasivärld där figurerna inte är människor men kanske just därför så mycket mänskligare i sina ofta väldigt utpräglade personligheter. Ofta strävar de efter att finna en mening, kanske inte med livet men med tillvaron som den ser ut just för stunden. Mumintrollet kan exempelvis känna hänförelse inför enkla saker som att plocka fina stenar eller snäckskal.
Mumindalen avgränsas i öster av den stora bergskedjan Ensliga bergen, vilken ofta framstår som en okänd och aningen skrämmande plats. Ett ständigt hot för invånarna i den övrigt trygga dalen är det kyliga monstret Mårran, som är svår att kommunicera med och var hon än rör sig fryser marken till is. Andra märkliga varelser som är svåra att förstå sig på men som dock vanligtvis är ofarliga är Hattifnattarna.
Enstaka avsnitt förekommer figurer som antingen kan ha verkliga förebilder eller baserade på andra figurer från annan litteratur eller från filmer. Deras namn är då ofta en omgjord version av deras riktiga namn. Bland dessa kan nämnas Audrey Glamour som har Audrey Hepburn som förebild, eller Tabitha Twistie som visserligen aldrig syns utan bara nämns, men som ändå har Agatha Christie som förebild. Bland figurer med fiktiva personer som förebild kan nämnas Agent 008½ som har James Bond (Agent 007) som förebild.

## Biografiska tolkningar
Kritiker har antytt att flera av figurerna i Muminvärlden är inspirerade av verkliga personer, i synnerhet nära familjemedlemmar till författaren. Tove Jansson har i intervjuer öppet uttalat sig om bakgrunderna och möjliga modeller till sina karaktärer.
Tove Jansson gifte sig aldrig. Hennes livskamrat var grafikern Tuulikki Pietilä, vars personlighet inspirerade figuren Too-ticki i Trollvinter. Mumintrollet och Lilla My har setts som psykologiska självporträtt av artisten. Mumintrollen i allmänhet relaterar starkt till Janssons egen familj – de hade bohemisk livsstil, levde nära naturen och var väldigt toleranta mot det mesta. Muminmamman och Muminpappan ses ofta som porträtt av Janssons föräldrar Signe Hammarsten-Jansson och Viktor Jansson. Många av Janssons figurer kan beskrivas som näst intill melankoliska, exempelvis den ständigt formella Hemulen eller de underliga Hattifnattarna, som reser i samlade, olycksbådande grupper. Jansson använder olikheten mellan figurernas filosofier för att frambringa en plats för sina satiriska drifter. Författaren Alison Lurie har beskrivit Mårran som en vandrande gestalt för nordisk dysterhet – alla hon rör vid dör och var hon än rör sig fryser marken till is.
Muminberättelserna har mycket mänskoriktade budskap. Böckerna har infall och yttranden om livet och världens vägar. Exempelvis är Snusmumrikens syn på frihet: ”Man blir aldrig riktigt fri om man beundrar nån för mycket”.

## Böcker
Böckerna om Muminfamiljen är svåra att placera i ett enda fack eftersom de skiljer sig från bok till bok, en del är äventyrliga och en del är dramatiska. Gemensamt är dock att böckerna växer med huvudpersonen: de första fyra kan således i snitt kategoriseras som barnböcker och de senare för äldre läsare.
Bibliotek och bokaffärer sorterar typiskt alla muminböckerna som barnböcker, fast Tove Jansson själv inte ville skilja på vuxen- och barnlitteratur.

### Muminböckerna (romaner samt en novellsamling)
- 1945 - Småtrollen och den stora översvämningen (första nyutgåva 1991)
- 1946 - Kometjakten (återutgiven i bearbetning som Kometen kommer)
- 1948 - Trollkarlens hatt
- 1950 - Muminpappans Bravader Skrivna av Honom Själv (återutgiven 1968 i bearbetning som Muminpappans memoarer)
- 1954 - Farlig midsommar
- 1957 - Trollvinter
- 1962 - Det osynliga barnet (novellsamling)
- 1965 - Pappan och havet
- 1970 - Sent i november
- 2017 - "En Ohemul Historia" (1966) & "Muminhuset, Mumindalen" (1979) i Bulevarden och andra texter

### Bilderböcker
- 1952 - Hur gick det sen? Boken om Mymlan, Mumintrollet och Lilla My
- 1960 - Vem ska trösta knyttet?
- 1977 - Den farliga resan
- 1980 - Skurken i muminhuset (med fotografier av Tove Janssons bror Per Olov Jansson)
- 1993 - Visor från Mumindalen (sångbok tillsammans med Tove Janssons bror Lars Jansson och Erna Tauro)

### Tecknade serier
Tove Jansson har också skapat tecknade serier med Mumintrollen i huvudrollerna, som hennes bror Lars Jansson tog över ansvaret för 1959. Huvudsakligen tecknades och publicerades den 1954–75 i den brittiska dagstidningen The Evening News. Från och med 1990-talet har nya Muminserier skapats, mer i stil med den japanska animerade TV-serien.

## Film- och TV-versioner
Berättelserna om Mumintrollen har flera gånger filmatiserats och anpassats för TV. Den första internationellt framgångsrika TV-serien blev den japanska animerade serien I Mumindalen från 1990. Den senaste serien är Mumindalen från 2019. Flera långfilmer, främst baserade på boken Kometen kommer, har också producerats.

### TV-serier
- Die Muminfamilie, animerad dockserie (Västtyskland, 1959–1960)
- Mūmin, animerad serie (Japan, 1969–1972)
- Mumintrollet, kostymserie (Sverige, 1969–1970)
- Jul i Mumindalen, kostymserie, SVT:s julkalender (Sverige, 1973)
- Mumi-troll, tre animerade dockfilmer (Sovjetunionen, 1978)
- Mumintrollen, animerad dockserie (Polen/Tyskland/Österrike, 1978–1982)
- Sjljapa volsjebnika, tre animerade filmer (Sovjetunionen, 1980–1983)
- I Mumindalen, animerad serie (Japan/Nederländerna, 1990–1991)
- Mumintrollens äventyr, restaurerad och bearbetad version av dockserien Mumintrollen (Finland, 2010)
- Mumindalen, animerad serie (Finland/Storbritannien, 2019)

### Filmer
- Kometen kommer, animerad film (Japan/Nederländerna, 1992)
- Mumintrollens farliga midsommar, animerad dockfilm, material från serien Mumintrollen (Finland, 2008)
- Mumintrollet och kometjakten, animerad dockfilm, material från serien Mumintrollen (Finland, 2010)
- Muminfamiljen på Rivieran, tecknad film (Finland/Frankrike, 2014)
- Trollvinter i Mumindalen, animerad dockfilm (Finland/Polen, 2017)
- Muminpappans bravader – En ung Mumins äventyr, animerad dockfilm (Finland, 2021)

## Musik
Musiken spelar en viktig roll i Muminvärlden. Figurerna sjunger ofta sånger som speglar deras personligheter och upplevelser. Mumintrollet sjunger om ”världen som kanske är för stor för mig”, medan Muminpappan sjunger om lusten att skydda familjen. Muminmamman berättar i sin sång om innehållet i handväskan, och Fru Filifjonk om sin ensamhet. Snusmumriken spelar ofta munharmonika, ibland också flöjt. Too-ticki spelar lyra i boken Trollvinter. Musiken förmedlas till läsaren genom text och illustrationer och överlåts till läsarens egen musikaliska fantasi.

### De ursprungliga sångerna
Sånger från Mumindalen framfördes offentligt första gången i slutet av 1950-talet, i samband med uppsättningen av pjäsen Troll i kulisserna i Stockholm. Regissören Vivica Bandler bad då Tove Jansson skriva visor till föreställningen. Melodierna komponerades av Erna Tauro, som också skrivit musiken till Janssons kända "Höstvisa". De ursprungliga sex visorna var Mumintrollets visa, Lilla Mys visa, Fru Filifjonks sång, Teaterråttan Emmas visdomsord, Misans klagolåt och Slutsång. Dessa spelades in på LP-skiva av originalskådespelarna, bland annat Lasse Pöysti och Birgitta Ulfsson. Inspelningen har dock inte varit kommersiellt tillgänglig sedan 1980-talet.
Under 1960- och 1970-talen skrevs ytterligare visor, bland annat Muminpappans visa, Too-tickis vintervisa och Julsång för knytt. Samtliga publicerades i boken Visor från Mumindalen (Bonniers, 1993).
2002 spelades de ursprungliga sångerna in på nytt på albumet Muminröster (engelska: Moomin Voices). Albumet producerades av kompositören och pianisten Mika Pohjola i samarbete med Janssons brorsdotter Sophia Jansson. Sångerna framfördes av den åländska sångerskan Johanna Grüssner, med nya arrangemang av Pohjola. Några sånger på albumet skrevs av Pohjola själv eftersom Erna Tauro avled 1993 innan hon hann komponera dem. Albumet gavs även ut på finska under titeln Muumilauluja (2005), där de finländska sångerskorna Mirja Mäkelä och Eeppi Ursin medverkade.
Muminröster uppmärksammades i Finland, Japan och USA. 2005 blev albumet undervisningsmaterial på Berklee College of Music i Boston. Musiken framförs ibland i konsertform av gruppen Muumilauluja-bändi, grundad 2003, som specialiserat sig på Janssons ursprungliga visor. Gruppen har uppträtt i Finland och USA, bland annat på Scandinavia House i New York med sångerskan Katja Kullander.

### Andra musikaliska tolkningar
Utöver originalvisorna har ett antal inofficiella Muminvisor skapats i Finland. Den mest kända av dessa framförs av Benny Törnroos, som sjöng vinjettlåten till den populära japanska TV-serien I Mumindalen. Serien hade originalmusik av kompositören Sumio Shiratori.
1974 skrevs en finsk muminopera av kompositören Ilkka Kuusisto. 2006 producerades en finsk popskiva baserad på boken Kometen kommer, skapad av Timo Poijärvi och Ari Vainio.
2007 släppte det svenska bandet Ritual albumet The Voluntary Hemulic Band, fyllt med muminreferenser. Albumets sista låt, ”A Dangerous Journey”, är baserad på Janssons bilderbok Den farliga resan. 
2008 kom filmen Mumintrollet och kometjakten med musik av Andrzej Rokicki. Den isländska artisten Björk bidrog till filmen med låten "The Comet Song". Signaturmelodin till Mumintrollens äventyr komponerades av Jori Sjöroos och framfördes av det finska bandet PMMP.

## Upplevelser

### Finland

Staty av Mumintrollet utanför museet.

#### Museet Mumindalen
Mumindalen är det museum i Tammerfors där det av Tove Jansson, Tuulikki Pietilä och Pentti Eistola byggda Muminhuset permanent förevisas tillsammans med tablåer med motiv från muminberättelserna samt olika skisser och manuskript. Mumindalen ligger i centrum av Tammerfors i det arkitektoniskt intressanta huvudbiblioteket Metso (Tjädern). Muminsamlingen består av mer än tusen sagoillustrationer och skisser, som Jansson donerade till Tammerfors stad.
Mumindalen finns sedan sommaren 2017 i Tammerforshuset.

#### Muminvärlden
Utöver museet finns sedan 1993 även en temapark kring Mumintrollen att tillgå. Muminvärlden ligger i Nådendal på ön Kailo och kom till på initiativ av Dennis Livson, producent för den framgångsrika animerade TV-serien I Mumindalen. Temaparken är till skillnad från museet en uppenbart barnvänlig plats och ger möjlighet till aktiv lek.

### Japan
Tove Jansson Akebono Children's Forest Park, tidigare Akebono Children's Forest Park (あけぼの子どもの森公園 Akebono Kodomo no Mori Kōen?), är en Mumintrolltemapark för barn i Hannō, Saitama i Japan som öppnade 1997.
2019 öppnades även temaparken Moominvalley Park i samma stad som del av en större anläggning med nordiskt tema. 

### USA
Ett interaktivt lekrum om Mumintrollen fanns i Scandinavia House, New York, från den 11 november 2006 till den 31 mars 2007.

## Framgångar i populärkulturen

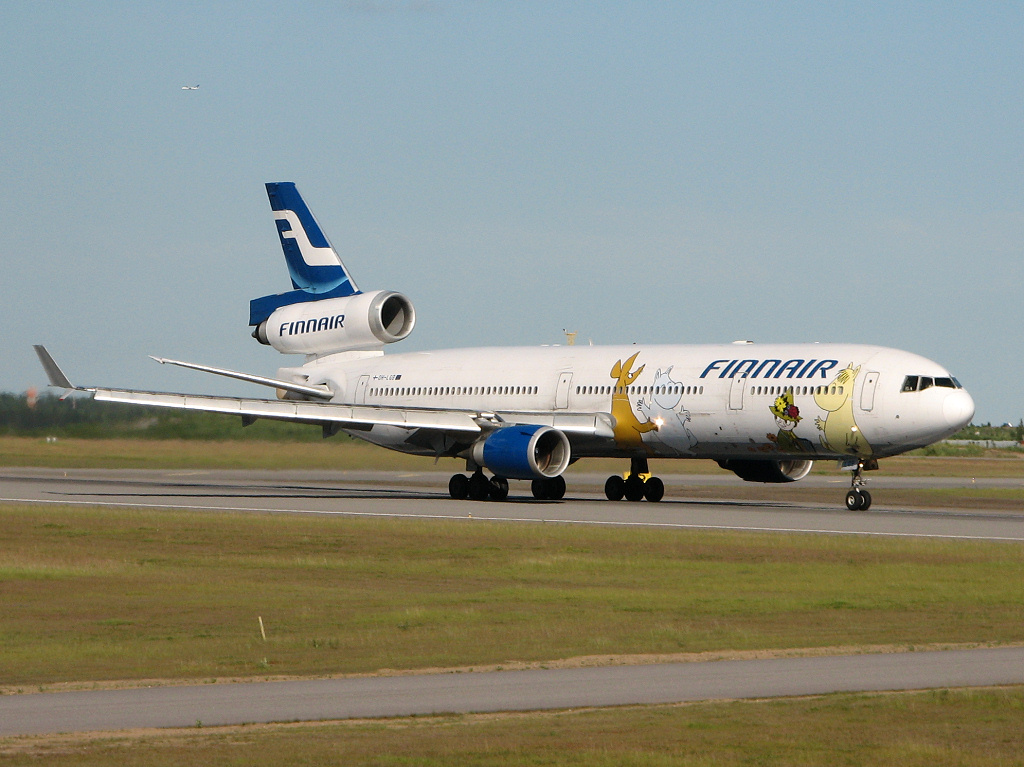
Finnair MD-11 dekorerad med Muminfigurer.

### Muminsmällen
Den så kallade Muminsmällen startade i början av 1990-talet när Dennis Livson och Lars Jansson producerade en animerad TV-serie i Japan på över 100 avsnitt, kallad I Mumindalen, som uppföljdes av långfilmen Kometen kommer. Muminböckerna hade alltid varit stadiga bästsäljare i Finland, Sverige och Lettland, men animationerna lade grunden för en ny Mumin-hysteri såväl i Finland som utomlands, i synnerhet Japan, där de är officiella maskotar för shoppingcentret Daiei. En stor merchandiseindustri byggdes kring Muminfigurerna med produkter som täckte allt från kaffekoppar till t-shirts till plastfigurer. Nya tecknade serier publicerades, betydligt mer barninriktade än den ursprungliga Muminserien. Mumintrollen användes till och med för att marknadsföra Finland utomlands; Helsingfors-Vandas flygplats dekorerades med Muminbilder och Finnair målade stora Muminfigurer på dess Japan-plan. Muminsmällens höjdpunkt var invigningen av temaparken Muminvärlden i Nådendal, som har blivit ett av Finlands internationella turistdestinationer.
Muminsmällen har kritiserats för att kommersialisera Mumintrollen. Vänner till Tove Jansson och flera äldre Mumin-fans menar att animationerna har förvridit de ursprungliga och filosofiska Mumintrollen till harmlös familjeunderhållning. Jansson själv var däremot mycket nöjd över TV-seriens resultat. En antites för den Disneyland-liknande temaparken är museet Mumindalen i Tammerfors, som utställer de ursprungliga illustrationerna och handgjorda Muminmodeller av Tove Jansson.
Familjen Jansson har behållit rättigheterna för Mumintrollen och hade hela tiden kontroll över Muminsmällen. Styrelseordförande för Moomin Characters är numera Lars Janssons dotter, Sophia Jansson. För att behålla tillsynen över Mumintrollen har familjen nekat erbjudanden från Walt Disney Company.

### Produkter
Den finländska Atelier Fauni gjorde under 1950- och 1960-talen dockor av Mumin-familjen.
Sedan 1988 har den Finska Posten givit ut en helsak och flera frimärken med Mumin-motiv.
I maj 2011 lanserade Fazer ett helt nytt godissortiment baserat på Muminfigurer med vingummipåsar, tablettaskar samt förpackningar med olika klubbor.

### Spel
1996 utgav IQ Media Nordic spelet Fest i Mumindalen till Microsoft Windows och Macintosh. Under 2000-talet har ett fåtal mindre uppmärksammade tv-spel med Mumintrollen lanserats. 1999 utkom Moomin's Tale av Sunsoft för Game Boy Color. 2011 utkom The New Adventures of Moomin: The Great Autumn Party och The New Adventures of Moomin: The Mysterious Howling av Graffiti Entertainment för Microsoft Windows och Nintendo DS. Under 2010-talet har antalet spel, inlärningsspel, interaktiva sagoböcker och övriga appar avsedda för mobiltelefoner ökat väsentligt.
Här följer en komplett lista över tv-spel (interaktiva sagoböcker och appar ej inkluderade):
- 1995, Kurragömma med Mumintrollen, av Nordic Softsales för Microsoft Windows och Macintosh.
- 1996, Mumintrollen: På kryss med Haffsorkestern, av Nordic Softsales för Microsoft Windows och Macintosh.
- 1996, Fest i Mumindalen, av TATI Mixedia och BMG Interactive för Microsoft Windows och Mac OS Classic.
- 1997, Mumintrollen: Jakten på trollkarlens rubin, av Nordic Softsales för Microsoft Windows och Mac OS Classic.
- 1999, Mumin och Ninni: Det osynliga barnet, av Nordic Softsales för Microsoft Windows och Mac OS Classic.
- 1999, Moomin's Tale, av Sunsoft för Game Boy Color.
- 2000, Mumintrollen: Vinter i Mumindalen, av Nordic Softsales för Windows och Mac OS Classic.
- 2001, Mumintrollet och den magiska lampan, av Nordic Softsales för Windows och Mac OS Classic.
- 2006, Mumin och de mystiska vrålen, av Nordic Softsales för Microsoft Windows och 2009 för Nintendo DS.
- 2007, Mumintrollet och den stora höstfesten, av Nordic Softsales för Microsoft Windows och 2010 för Nintendo DS.
- 2013, Moomin Bubble, av Spinfy för iOS och Android.
- 2013, Moomin Math av Spinfy för iOS och Android.[21]
- 2015, Moomin Adventures: Jam Run, av Indium Games för iOS och Android.[22]
- 2015, Moomin: Welcome to Moominvalley, av Poppin Games för iOS och Android.[23]
- 2016, Moomin Quest: The Lost Winter (även känt som Moomin Quest: Tap the Tiles), av Odd Comet Games för iOS och Android.[24]
- 2017, Moomin Under Sail, av Snowfall för Android.[25]
- 2017, Moomin: Learn to Read, av Rooplay Media för Android.
- 2018, Moomin: Match & Explore, av Snowfall för iOS och Android.[26]
- 2018, Moomin Move, av Tribe Red för iOS och Android.
- 2020, Moomin Friends, av Exnoa LLC/DMM Games för iOS och Android.
- 2021, Moomin Fun Fest, av Kodamity för iOS och Android.
- 2021, Moominvalley Hidden&Found, av Tokyo hammock Co, Ltd. för iOS och Android.
- 2024, Snusmumriken: Mumindalens melodi, av Hyper Games för PC och Nintendo Switch.

### Andra arv
Namnet på den ryska rockgruppen Mumij Troll är en variant av det ryska namnet för Mumintrollen. Det svenska progressiva rockbandet Ritual har använt idén av Mumintrollen i flera låtar, bland andra: "Seasong for the Moominpappa", "Moomin took my Head" samt mer nyligen ett helt konceptalbum tillägnat de luddiga 'trollen', The Hemulic Voluntary Band.
Mumintrollen utsågs som huvudmotivet på ett finländskt minnesmynt, €10-myntet Tove Jansson and Finnish Children's Culture commemorative coin, präglat 2004. Myntets framsida avbildar en kombination av Tove Janssons porträtt med flera andra objekt: horisonten, en målarpalett, en halvmåne samt en segelbåt. Myntets baksida består av tre Muminfigurer.
Karaktären Lilla My är sektionshelgon för Chalmers utbildning i Teknisk Design och ses på bland annat Cortègen.

## Priser och utmärkelser
1966 mottog Tove Jansson H.C. Andersen-medaljen tack vare böckerna om Mumintrollen. Bokserien är listad i Världsbibliotekets lista över de 50 bästa barnböckerna. 1953 fick bilderboken Hur gick det sen? Nils Holgersson-plaketten och 1958 gick Elsa Beskow-plaketten till boken Trollvinter.